# Symplecta (Psiloconopa) nigrohalterata
Symplecta (Psiloconopa) nigrohalterata is een tweevleugelige uit de familie steltmuggen (Limoniidae). De soort komt voor in het Palearctisch gebied.